# ブルーノ・コーラザリ
ブルーノ・コーラザリ（ブルーノ・コラッツァーリ、Bruno Corazzari 1940年12月30日 - ）はイタリアの助演男優。

## 来歴
『新・夕陽のガンマン/復讐の旅』（1967年）では仇敵一味の伝令役。『荒野の処刑』（1975年/未公開）の終盤における赤児を取り上げる闇医者役。
1960年代末から70年代にかけて数多くのマカロニウエスタンに出演し、時には準主演級も演じた。悪役も目立つ。出演作は多数あるが、その多くは日本未公開である。
イタリアの映画研究書籍『ウエスタン・オール・イタリアーナ』には、彼は強烈な個性故にイタリアのクラウス・キンスキーと呼ばれることもあると書かれている。